# Orthogrammica hilaris
Orthogrammica hilaris är en fjärilsart som beskrevs av Karl Schawerda 1929. Orthogrammica hilaris ingår i släktet Orthogrammica och familjen nattflyn. Inga underarter finns listade i Catalogue of Life.